# VHDCI

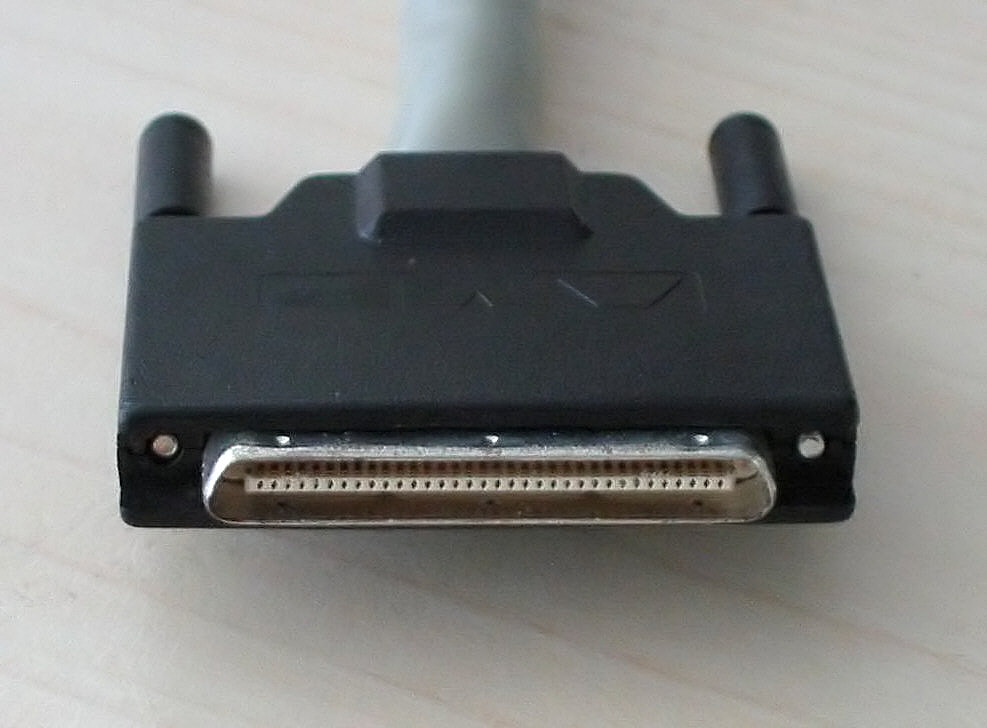

VHDCI (англ. Very-high-density cable interconnect) - 68-контактний електричний з'єднувач, який був введений в документі SPI-3 SCSI-3 стандарту. Роз'єднувач VHDCI виглядає як мініатюрний роз'єднувач Centronics, але має підвищену щільність, так що можна помістити до чотирьох роз'єднувачів на одній карті, що займає один слот розширення. VHDCI кабелі також використовувалися NVidia як зовнішній з'єднувач PCI Express.
ATI Technologies  використовує роз'єднувачі VHDCI на FireMV 2400, щоб передати два DVI і два VGA сигнали через один роз'єднувач.